# Vrchní zemský soud v Brně

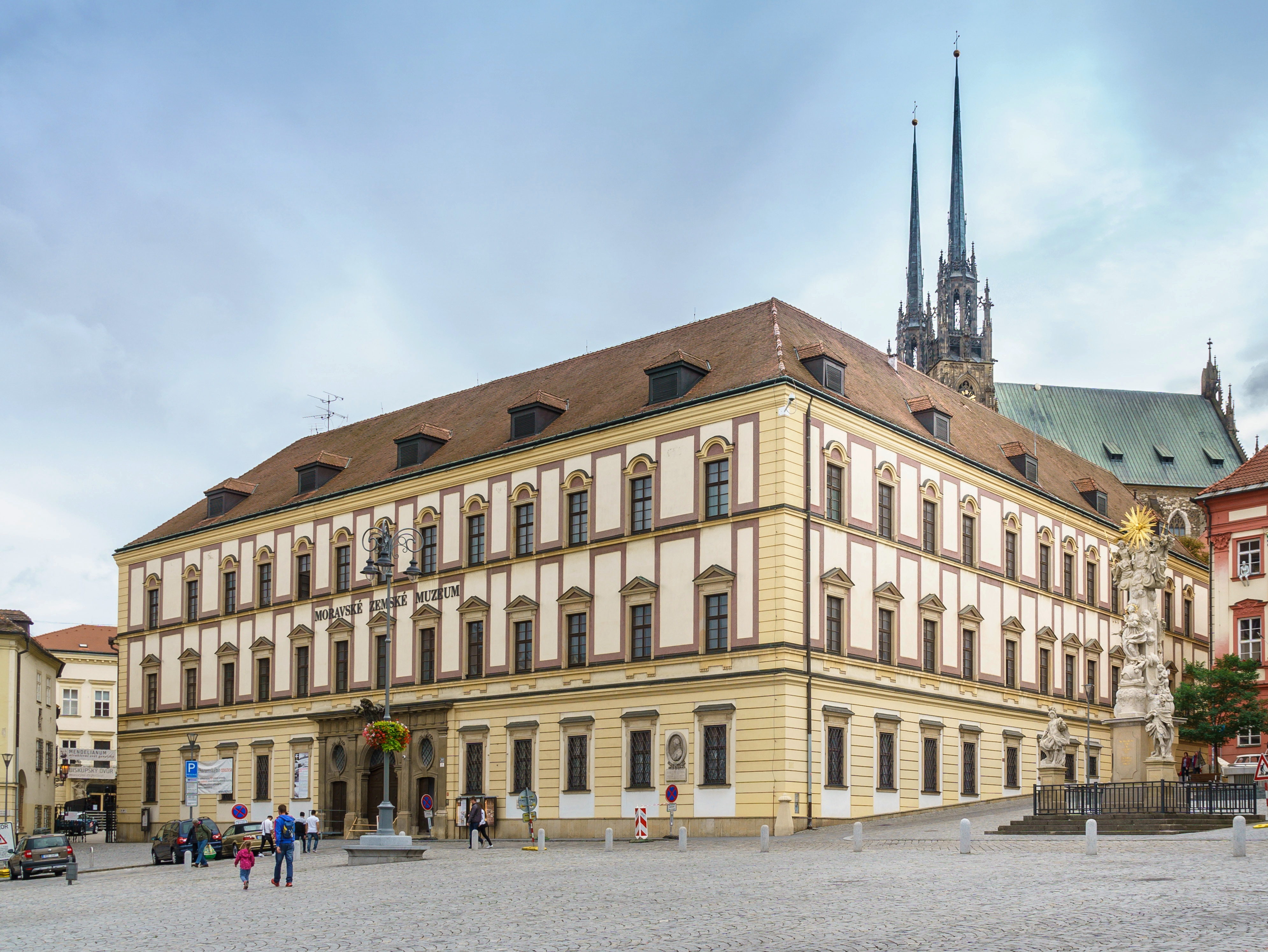
Dietrichsteinský palác, původní sídlo bývalého vrchního zemského soudu

Vrchní zemský soud v Brně býval vrchním soudem, tedy tzv. „sborovým soudem druhé stolice“, který existoval v Brně v letech 1850–1949. Jeho předchůdcem byl brněnský apelační soud a ve své působnosti měl celou Moravu i rakouské Slezsko, tedy obvody krajských soudů v Brně, Jihlavě, Znojmě, Uherském Hradišti, Olomouci, Novém Jičíně, Opavě a Těšíně (po roce 1921 místo zrušeného těšínského krajského soudu soud v Moravské Ostravě). Vyšším soudem byl už jen vídeňský Nejvyšší soudní a kasační dvůr.
Sídlil tehdy v Dietrichsteinském paláci na Zelném trhu a skládal se z prezidenta, senátních prezidentů, dalších 20 soudních radů a z pomocného úřednického (auskultanti, adjunkti) i kancelářského personálu (kancelisté, soudní sluhové apod.). Vrchní zemský soud působil výlučně jako odvolací soud v civilních i trestních věcech, ve kterých v první instanci rozhodly soudy krajské. Rozhodoval v pětičlenných senátech a ovládala jej především zásada písemnosti. Kromě této čistě soudní činnosti navíc vykonával dohled nad nižšími soudy, a to včetně disciplinární pravomoci nad jejich soudci, dohlížel také na advokáty a notáře v jeho obvodu a nakonec realizoval i soudcovské, advokátní a notářské zkoušky.
Roku 1928 byl v rámci správní reformy přejmenován na Vrchní soud v Brně a roku 1945 naopak na Zemský soud v Brně. Ne však na dlouho, k 1. únoru 1949 byl v rámci „zlidovění soudnictví“ bez náhrady zrušen. Po vzniku České republiky sice došlo k obnovení vrchních soudů, nicméně jako moravský a slezský vrchní soud zahájil svou činnost v roce 1996 Vrchní soud v Olomouci.